# Эффект последовательности
Эффект последовательности — влияние одного из условий эксперимента на следующее за ним.
Воздействие эффекта последовательности проявляется в том, что люди могут различным образом реагировать на одни и те же условия, если менять последовательность выполнения заданий. Если в ходе какого-либо эксперимента исследователь меняет порядок его составляющих, то и адаптация испытуемого к этому эксперименту будет проходить по-разному.

## Влияние эффекта на эксперимент
Существует ряд причин, которые влияют на результат эксперимента. Каждый раз, когда в ходе эксперимента какой-то эффект систематически меняется, исследователи должны помнить, что возможны эффекты последовательности, и стараться отделить влияние независимой переменной от влияния последовательности. Из-за этого недостатка внутригрупповые эксперименты используют в некоторых областях психологии намного реже, чем в других. Например, исследователи, которые занимаются научением, памятью и такими областями социальной психологии, как формирование мыслей, рассчитывают вызвать долговременные последствия у своих участников самим характером эксперимента. Невозможно заставить человека забыть информацию, поэтому в этих областях исследования участники обычно необратимо меняются под воздействием какого-то уровня независимой переменной. Однако есть и другие области исследования, в которых предшествующее воздействие оказывает незначительное влияние на исход эксперимента. Например, если исследователи изучают способность людей различать интенсивность звуков, маловероятно, что влияние какой-то отдельной разницы в интенсивности повлияет на их способность различать другие звуки. Научение является одним из наиболее распространённых эффектов последовательности. Однако существуют и другие, такие, как усталость и естественное развитие.

### Нейтрализация эффекта последовательности
Когда эффект последовательности мешает проведению психологического и социологического исследования, тогда специалисты — чаще психологи — стараются его нейтрализовать, проводя эксперимент таким образом, что участники не всегда выполняют разные задачи в одинаковом порядке.
Чтобы контролировать эффект последовательности, исследователи обычно используют различные процедуры позиционного уравнивания, обеспечивающие использование разных последовательных условий при их изучении. Если испытуемые участвуют в экспериментах с разными условиями по одному разу, используется полное позиционное уравнивание, при котором изучаются все возможные последовательности. Также используется частичное позиционное уравнивание, которое включает в себя выборку, состоящую из разных последовательностей, или латинский квадрат.

## Повседневная жизнь
Эффект последовательности проявляется и в повседневной жизни людей и часто оказывает влияние на их деятельность. Продуктивность сотрудников организации может меняться в зависимости от того, как построен распорядок их дня. Различные мероприятия, которые проводятся на работе, могут привести к преждевременному утомлению или, наоборот, всплеску активности работников. Спортсмен, тренирующийся по определённой программе, сможет повысить свою результативность, если будет варьировать составляющие процесса тренировки. Также в образовательной деятельности оптимизация расписания занятий является одним из основных факторов, способных существенно оптимизировать учебный процесс. Педагоги могут улучшить успеваемость учеников за счёт изменения обучающего процесса, переставляя отдельные его составляющие. Например, методом подбора уроков для равного распределения нагрузки и составления постоянного учебного расписания. Неосознанно, во время выполнения какого-либо ряда действий, люди совершенно по-разному реагируют на различные условия лишь из-за последовательности выполняемых ими заданий. Такие факторы, как усталость, чувство напряжённости, голод, волнение могут сказаться на продуктивности и на способности выполнять действия.

## Критика
Роберт Чалдини считал, что последовательность является одним из главных мотиваторов человеческого поведения. В своей книге «Психология влияния» он писал следующее:  

Психологи давно обнаружили, что большинство людей стремятся быть и выглядеть последовательными в своих словах, мыслях и делах. В основе этой склонности к последовательности лежат три фактора. Во-первых, последовательность в поведении высоко оценивается обществом. Во-вторых, последовательное поведение способствует решению самых разных задач в повседневной жизни. В-третьих, ориентация на последовательность создает возможности для формирования ценных стереотипов в сложных условиях современного существования. Последовательно придерживаясь ранее принятых решений, человек может не обрабатывать всю имеющую отношение к делу информацию в стандартных ситуациях; вместо этого он должен просто вспомнить ранее принятое решение и отреагировать в соответствии с ним.